# 耶路撒冷聖墓騎士團
耶路撒冷聖墓騎士團（拉丁語：Ordo Equestris Sancti Sepulcri Hierosolymitani, OESSH），也稱聖墓騎士團，為天主教教宗騎士團，創立時名稱為「聖墓守護者團」（Order of Canons of the Holy Sepulchre）。聖墓騎士團首先由第一次十字軍東征領導者與耶路撒冷王國統治者布永的戈弗雷公爵提倡，被稱做「聖墓的先驅者」；1113年，該團由教宗賈利二世發布教宗诏书認可。
聖墓騎士團的早期成員有詠禱司鐸。後來該團從十字軍的部隊中，選拔具有勇氣與奉獻精神的武裝騎士入團；這些騎士發誓會遵守具有守貧精神的奧古斯丁會規，並服從耶路撒冷國王的指揮，專門保衛圣墓教堂與聖地的安全。
耶路撒冷王國滅亡後，任命新騎士的權力成為位於圣地之最高天主教權力代表──圣地保管人的特權。
1496年，教宗亞歷山大六世取得了總團長的頭銜，並將之傳承給繼任的教宗。1847年，教宗庇護九世重建了天主教耶路撒冷宗主教區，並重新認可聖墓騎士團。1949年起，該團的總團長由樞機擔任，教宗則維持騎士團的主權地位，因而可以享有聖座的保護。目前聖墓騎士團的總部位於羅馬德拉·羅維雷宮，靠近梵蒂岡。

## 組織

### 總團長
1496年，教宗亞歷山大六世任命自己為聖墓騎士團的總團長，之後由教宗兼任總團長至1949年。1949年起，由以下樞機擔任總團長：
| 聖墓騎士團樞機總團長 | 聖墓騎士團樞機總團長 | 聖墓騎士團樞機總團長     |
| 任期                 | 牧徽                 | 姓名                     |
| -------------------- | -------------------- | ------------------------ |
| 1949年－1960年       |                      | 尼各老·卡那里            |
| 1960年－1972年       |                      | 歐仁·迪瑟蘭德            |
| 1972年－1988年       |                      | 馬克西米利·德·弗斯滕伯格 |
| 1988年－1995年       |                      | 若瑟·卡普里奧            |
| 1995年－2007年       |                      | 嘉祿·福諾                |
| 2007年－2011年       |                      | 若望·博德·福萊           |
| 2011年－2019年       |                      | 愛文·費德廉·奧布賴恩     |
| 2019年至今           |                      | 威田南·費洛尼            |

### 引用
1. ↑  . The Holy See.   [2015-11-26]. （原始内容存档于2017-06-13）.
2. ↑  .   [2009-01-04]. （原始内容存档于2017-06-10）.
3. 1 2  Official website page 1 的存檔，存档日期2015-04-02.
4. 1 2   (新闻稿). Sala Stampa della Santa Sede. 2019-12-08  [2019-12-08]. （原始内容存档于2019-12-08） （意大利语）.

## 著名成員
- 陳建仁－台灣學者、前任副總統。

## 外部連結
- 耶路撒冷聖墓騎士團官方網站（英文）